# Gilles Paquet-Brenner
Gilles Paquet-Brenner (Parigi, 14 settembre 1974) è un regista e sceneggiatore francese.

## Carriera
Paquet-Brenner esordisce nel 2001 con il lungometraggio Les jolies choses che ottiene un discreto successo.
Nel 2003 Paquet-Brenner gira Gomez et Tavarès, una commedia d'azione poliziesca ambientata a Marsiglia che ottiene un buon successo di pubblico dando così notorietà al regista. Dopo un periodo di inattività durato 3 anni realizza U.V., film drammatico con sfumature tendenti al giallo, Walled In - Murata viva, trasposizione cinematografica del romanzo Les Emmurés di Serge Brussolo nonché suo primo film in inglese e successivamente Gomez VS Tavarès, sequel della pellicola del 2003. Nel 2010 dirige il film La chiave di Sara con Kristin Scott Thomas.

## Filmografia

### Regista
- Les jolies choses (2001)
- Gomez et Tavarès (2003)
- U.V. (2007)
- Gomez VS Tavarès (2007)
- Walled In - Murata viva (Walled In) (2009)
- La chiave di Sara (Elle s'appelait Sarah) (2010)
- Dark Places - Nei luoghi oscuri (Dark Places) (2015)
- Mistero a Crooked House (Crooked House) (2017)

### Sceneggiatore
- Les jolies choses (2001)
- Gomez et Tavarès (2003)
- U.V. (2007)
- Gomez VS Tavarès (2007)
- Walled In - Murata viva (Walled In) (2009)
- La chiave di Sara (2010)
- Dark Places - Nei luoghi oscuri (Dark Places) (2015)
- Mistero a Crooked House (Crooked House) (2017)